# Політеїзм
Політеї́зм — це форма релігійного та філософського уявлення, що передбачає існування численних богів, богинь або трансцендентів (об'єктів віри, ритуалу, благоговіння тощо), також духів природи. Його протилежністю є монотеїзм, який вірить лише в одне божество. Проміжною формою є монолатрія, яка характеризується поклонінням одному божеству як «особливому богу» поряд з іншими богами в етнічному пантеоні. У космології монотеїстичних релігій політеїстичні боги та їхні різноманітні функції іноді об'єднуються як атрибути єдиного бога або ж зводяться до підлеглих надприродних істот, таких як ангели та святі.
У більшості релігій, які визнають політеїзм, різні боги є уособленням природних сил або принципів предків і можуть розглядатися як автономні сутності або як аспекти чи еманації божества-творця, чи трансцендентного абсолютного принципу (моністичної теології), який іманентно проявляється в природі (пантеїстичної теології).
Політеїстична релігія відрізняється від простого існування кількох культів, присвячених різним богам у межах етносу, «внутрішньою будовою» свого божественного апарату - структурованим і орієнтованим на дію пантеоном.
Віра у багатьох богів не виключає віри у всемогутнє і всезнаюче верховне божество, що може вважатись царем над богами чи предком богів і людей. У політеїстичних віруваннях боги сприймаються як окремі особи з більшим чи меншим статусом (верховні й другорядні), з індивідуальними можливостями, потребами, бажаннями, власним минулим. Ці боги/богині не завжди всемогутні чи всевідаючі. Часто вони зображуються подібними до людей (антропоморфними), але, на відміну від людей, мають додаткові якості, владу, знання тощо.
Філософське сприйняття богів відрізняється в залежності від того, як вони зображені у міфології. У філософських традиціях боги вважаються безсмертними, досконалими й всемогутніми.
На думку Девіда Юма, політеїзм був першою релігією людей. Він був поширеним упродовж бронзової та залізної доби до появи монотеїстичних релігій. Політеїзм був поширений у давньогрецькій, давньоримській релігіях, а також у племінних релігіях, наприклад, германському, слов'янському та балтійському язичництві. Проте політеїзм не є лише явищем минулого. Сучасні важливі політеїстичні релігії включають традиційну китайську релігію, індуїзм, японський синтоїзм, сантерію та різні неоязичницькі релігії.

## Походження терміна
Термін походить від грецьких πολύς (полі) - «багато» і θεός (теос) - «бог», що означає «кілька богів». Його ввів у вжиток єврейський автор Філон Александрійський (12-54), щоб оперувати ним проти греків, які були багатобожниками. Коли християнство поширилося Середземноморським басейном і Європою, нехристиян називали язичниками (з латини - місцевими жителями) або, принизливо, «ідолопоклонниками» (шанувальниками «фальшивих» богів). Використання терміна «політеїст» було відроджено у 1580 році Жаном Боденом у французькій мові та Самуелем Пуркасом в англійській мові у 1614 році. Згодом слово поширилося й у інших мовах, зокрема в українській.

## Божества
Вони різноманітні, оскільки кожна політеїстична система унікальна по-своєму і може включати підсистеми, в яких тлумачення богів та їхніх взаємовідносин відрізняються. Крім того, деякі релігії доступні лише через складні для інтерпретації археологічні знахідки, міфи та літературні тексти (епоси тощо). Роль бога в міфі чи творі на кшталт «Одіссеї» не обов'язково відображає його точну роль у поклонінні.

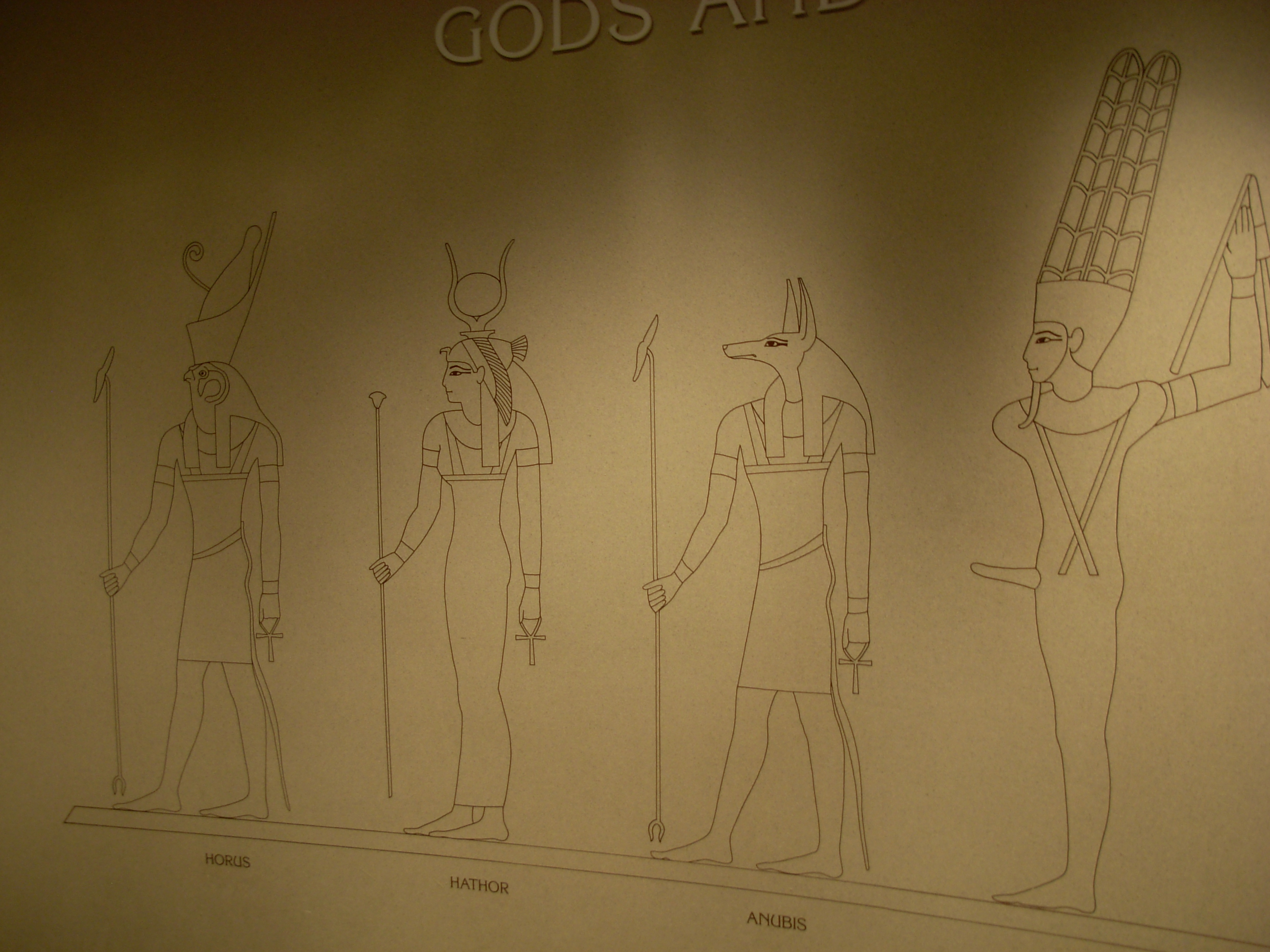
Боги єгипетського пантеону

У політеїстичних системах існує поділ сфер впливу або компетенції між богами. Цей поділ може бути територіальним (бог, влада якого поширюється на обмежену територію), етнічним чи професійним (бог, компетентний лише для певного клану чи професійної групи) або іншим (бог, що керує природними явищами, потойбічним світом, шлюбами тощо). А все-таки, існує тенденція до того, що певні важливі боги акумулюють у собі кілька функцій. Кумулятивне божество може не бути однаковим для різних людських груп, що належать до одного релігійного ансамблю, оскільки, наприклад, деякі боги можуть бути улюбленцями на місцевому рівні.
Загалом, богам приписують різні родинні або соціальні відносини (підлеглі/вищі за ієрархією). Колектив богів у релігії називається пантеоном (від грецького pan, що означає "всі", і theos, що означає "боги"). Ці пантеони можуть мати варіації, оскільки нерідко групи з одними й тими самими богами приписують їм дещо різні стосунки. Вони не є фіксованими й можуть включати нових божеств або зазнавати переосмислення стосунків між богами.
Часто існує вища сутність, до якої звертаються рідше, ніж до популярних богів. Це може бути найвище божество в пантеоні, як, наприклад, бог Нзамбі в африканській релігії лунда, або більш абстрактна сутність, як Небо в китайській релігії.

## Релігійна практика
Релігійна практика політеїзму (його ритуали) направлена на встановлення контакту із божеством і отримання від нього якоїсь допомоги в обмін на подарунок (жертвопринесення) зі сторони людини. Знання законів взаємодії з богами і вміння застосовувати їх на практиці дає владу над навколишньою реальністю. Утвердження влади над реальністю за допомогою ритуалу — це магія. Політеїзм магічний за своєю суттю, оскільки світ богів не є трансцендентним, він розчинений в природі; тому будь-яка господарська, військова або політична діяльність людини стикається з тим чи іншим богом і правильний ритуал забезпечить її успішність. Оскільки ритуал є повторенням сакрального акту створення світу, як і кожна дія — повторення первісних дій бога-деміурга, міф стверджує дану реальність як абсолютно значущу.

## Міфологія та релігія

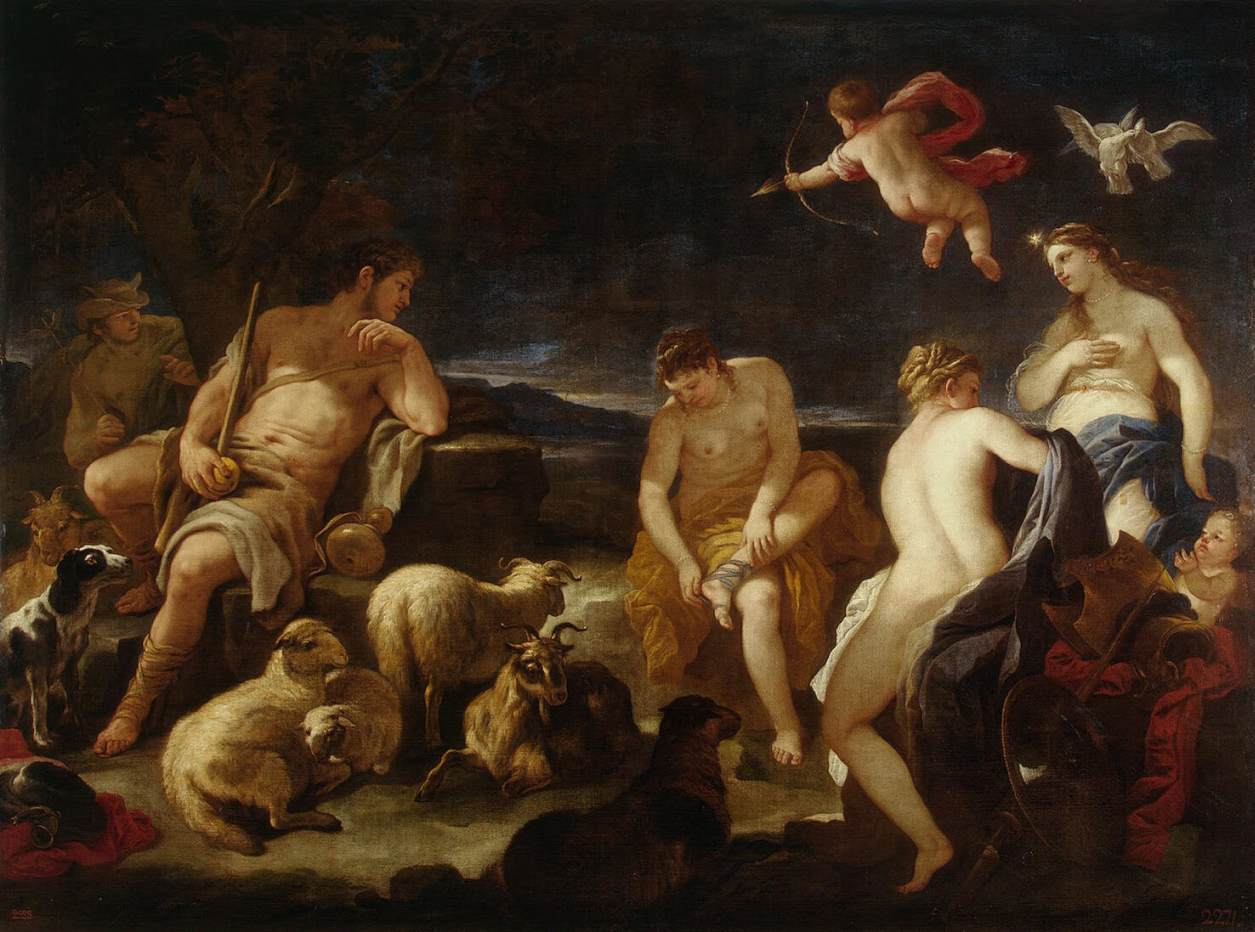
«Суд Паріса», Лука Джордано

У класичні часи Саллюстій (4 ст. н.е) класифікував міфологію на п'ять типів:
1. Теологічна
2. Фізична
3. Психологічний
4. Матеріальна
5. Змішана

Теологічний тип міфу включає міфи, які споглядають саму сутність богів без використання видимих форм. Наприклад, міф про Кроноса, який ковтає своїх дітей, алегорично виражає сутність божественності як інтелектуальної сутності, яка стає інтелектом сама по собі.
Міфи можуть бути фізичними, коли вони виражають діяльність богів у світі, або психологічними, коли вони розглядаються як алегорії діяльності душі або актів душевної думки. Є також матеріальний тип міфу, де матеріальні об'єкти уявляються як боги, наприклад, Земля як «Несга», океан як «Океан», а спека як «Тайфон».
Змішаний тип міфу поєднує різні аспекти. Наприклад, міф про бенкет богів, де Еріда кидає золоте яблуко, змагання за яке призначається Парісом. Цей міф втілює гіперкосмічну силу богів, яка виявляється через їх зібрання на бенкеті. Золоте яблуко символізує світ, утворений з протилежностей, а боротьба богів за нього відображає їх подарунки світові. У цьому контексті душа, яка діє згідно з розумом, як у випадку Паріса, бачить тільки красу та присуджує яблуко Афродіті.

## Політеїстичні релігії та міфи
- Японська міфологія
- Синтоїзм
- Даосизм
- Буддизм
- Китайська міфологія
- Індуїзм
- Індійська міфологія
- Грецька міфологія
- Римська міфологія
- Скандинавська міфологія
- Кельтська міфологія
- Єгипетська міфологія